# Turmhügel Burg
Der Turmhügel Burg ist eine abgegangene spätmittelalterliche Höhenburg auf 412 m ü. NHN unmittelbar nördlich des Dorfes Burg, eines Gemeindeteils der Gemeinde Winhöring im Landkreis Altötting in Bayern. Er wird als Bodendenkmal unter der Aktennummer D-1-7742-0046 als „Burgstall des späten Mittelalters („Burgfried“)“ geführt.
Von der ehemaligen Burganlage ist nichts erhalten. Der Turmhügel ist mit Wald überwachsen. Er liegt ca. 180 m nördlich von Schloss Burgfried.